# Atrichopogon nemestrinus
Atrichopogon nemestrinus är en tvåvingeart som först beskrevs av Santos Abreu 1918.  Atrichopogon nemestrinus ingår i släktet Atrichopogon och familjen svidknott.
Artens utbredningsområde är Kanarieöarna. Inga underarter finns listade i Catalogue of Life.